# Paolo Emilio Landi
Paolo Emilio Landi (Roma, Italia; 2 de noviembre de 1959) es un director de teatro italiano, periodista y documentalista. Ha filmado en todo el mundo una serie de documentales para RAI (Compañía Nacional de Radiodifusión Italiana). Dirigió obras de teatro en varios teatros de Estados Unidos, la Federación de Rusia y la ex Unión Soviética.

## Teatro
Landi hizo su debut como director profesional con el estreno nacional italiano de After Magritte (1986), del autor inglés Tom Stoppard,  con escenografía diseñada por el pintor estadounidense Jack Frankfurter. Su siguiente producción, La cantante calva de Eugene Ionesco, se realizó en Italia, Francia (Festival de Aviñón), Estados Unidos (Richmond, Virginia) y Rusia (Omsk y Sarátov).
Tras la caída del Muro de Berlín continuó su carrera en la ex URSS. En 1990 trabajó en la ciudad de Omsk, previamente cerrada. Fue el primer director en representar una obra absurda, The Bald Soprano, en un Teatro Académico Estatal Ruso de la URSS.
Pasó a presentar 30 espectáculos en teatros académicos y públicos en ciudades de Rusia y Europa del Este, incluyendo Moscú, San Petersburgo, Omsk,  Samara, Sarátov,  Riga, Vilnius, Cheliábinsk, Kransoyarsk y Ufa.
A finales de los noventa Paolo Emilio Landi viajó a Estados Unidos para su producción de El sirviente de dos amos de Carlo Goldoni en el Teatro de Repertorio de Milwaukee. Luego comenzó una larga asociación con la Universidad de Richmond, donde ha sido profesor visitante e instructor de teatro y realización de documentales. Durante su tiempo en la universidad se especializó en la creación de trabajos experimentales con estudiantes y profesores.

## Televisión
En 1982 Landi comenzó a colaborar con el programa de televisión Protestantesimo en Raidue (la Compañía Estatal de Radiodifusión Italiana) como director, periodista y presentador. Durante su tiempo con el programa de 35 años, produjo cientos de noticias, documentales, programas musicales y entrevistas de estudio.
En 2001 se convirtió en miembro de la Orden de Periodistas de Lazio. Ha dirigido y producido documentales en Europa, África, Asia y América.
Para Rai WORLD, filmó más de 400 retratos de italianos que vivían en Sudáfrica, principalmente en las ciudades de Johannesburgo, Ciudad del Cabo y Durban.
En 2015, Landi lanzó un documental sobre Nelson Mandela , transmitido en RAIDUE de Italia, así como en France 2,  RSI (la compañía de radiodifusión suiza italiana) y RTS (la compañía de radiodifusión suiza francesa).
El trabajo cinematográfico más reciente de Landi incluye tres documentales filmados en Washington D. C. y Nueva York, EE. UU. Ellos son: L'ultimo giorno (El último día); Así que ayúdame Dios (Trump en la Casa Blanca); 100 giorni di Trump. (Los primeros cien días de Trump). Filmó la última entrevista con la fallecida Winnie Madizikela Mandela.

## Producciones teatrales internacionales
EE.UU
- El sirviente de dos amos  de Carlo Goldoni, adaptación de Jeff Hatcher y Paolo Emilio Landi, con Lee Ernst en el papel principal, Milwaukee Repertory Theatre, Milwaukee, Wisconsin, 1999.
- Los gemelos venecianos por Carlo Goldoni, Universidad de Richmond, VA, 2002.
- The Chairs and The Bald Soprano por Eugene Ionesco , Universidad de Richmond , VA, 2006.
- El sirviente de dos amos de Carlo Goldoni, adaptación de Jeff Hatcher y Paolo Emilio Landi, Newark, Delaware REP, 2013.
- Heredero aparente por David Ives , Quill Theatre, Richmond, VA.

Rusia
- La soprano calva de Eugene Ionesco. Teatro dramático estatal de Omsk, 1991.
- I Gemelli Veneziani (Los gemelos venecianos) de Carlo Goldoni, Teatro Dramático del Estado de Omsk, 1995.
- Miseria y nobleza de Eduardo Scarpetta, State Omsk Drama Theatre, 1998.
- I Gemelli Veneziani (Los gemelos venecianos) de Carlo Goldoni, Teatro Nacional de Drama de Samara (Rusia), 2000.
- Filumena Marturano de Eduardo De Filippo, Teatro Juvenil de Sarátov, 2001.
- Uomo e Galantuomo (Hombre y Caballero) de Eduardo De Filippo, State Omsk Drama Theatre, 2002.
- Ladies 'Night de J. Collard, Teatro Nacional de Drama de Samara, 2002.
- Sirviente de dos maestros de Carlo Goldoni, adaptación de Jeff Hatcher y Paolo Emilio Landi,  Teatro Juvenil de Sarátov, 2003.
- Disparan caballos, ¿no? de H. Mc Coy, adaptación de Dmitri Lebedev y Paolo E. Landi, Samara Drama National Theatre (Rusia), 2004.
- I Gemelli Veneziani (Los gemelos venecianos)de Carlo Goldoni, (Carnevale Edition) - Ufa Drama National Theatre (Bashkhortostan, Federación de Rusia), 2005.
- Noises Off de Michael Frayn, Teatro Juvenil de Sarátov (Rusia), 2006.
- Imaginary Invalid de Molière, State Omsk Drama Theatre, 2008.
- Sillas y soprano calvo de Eugene Ionesco,  Teatro Juvenil de Sarátov (Rusia), 2008.
- Miseria y nobleza de Eduardo Scarpetta, Teatro Dramático del Estado de Cheliábinsk, 2009.
- Miser de Molière, Ufa Drama National Theatre (Bashkhortostan, Federación de Rusia), 2009.
- Amor de las tres naranjas de Carlo Gozzi, Teatro Juvenil de Sarátov (Rusia), 2010
- Naples Town of Millionaires de Eduardo de Filippo, Ufa Drama National Theatre (Bashkhortostan, Federación de Rusia), 2011.
- I Gemelli Veneziani (Los gemelos venecianos) de Carlo Goldoni, Teatro Na Taganka, Moscú (Rusia) 2011.
- Bullets over Broadway de la película de Woody Allen, Samara Drama National Theatre, 2013
- Adaptación de Pinocho de la novela de Carlo Collodi, Teatro Juvenil de Sarátov (Rusia), 2014.
- Hombre y caballero de Eduardo De Filippo, Teatro Nacional de Drama de Samara, 2015
- Miseria y nobleza de Eduardo Scarpetta, 2015.
- The Fool's doctor de Eduardo Scarpetta, Ufa Drama National Theatre (Bashkhortostan, Federación de Rusia), 2018.
- Vacaciones Napolitanas de  Eduardo Scarpetta,  Teatro Nacional de Yaroslavl  Volkov (Rusia), 2019
- Uomo e Galantuomo (Hombre y Caballero) de Eduardo De Filippo, Teatro Nacional de la Comedia Akimov de S. Petersburgo, 2002.
- I Gemelli Veneziani (Los gemelos venecianos) de Carlo Goldoni, Teatro Nacional de Yaroslavl  Volkov (Rusia), 2024.

Lituania
- SMS, Todo sobre el hombre (espectáculo de striptease también conocido como Viskas Apie Vyrus) de Paolo E. Landi, Jaunimo Teatras, Vilnius, 2004, en lituano.
- Triukšmas Už Kulisų - Noises Off de Michael Frayn, Jaunimo Teatras, Vilnius, 2007, en lituano.
- Vargsai. Aristokratai de Eduardo Scarpetta, Jaunimo Teatras, Vilnius, 2007, en lituano.

Letonia
- El hombre, el mejor, la virtud de Luigi Pirandello, Teatro Nacional de Drama Ruso de Riga, 1993.
- Miseria y nobleza de Eduardo Scarpetta, Teatro Nacional de Drama Ruso de Riga, 2008.
- Hombre y caballero de Eduardo De Filippo, Teatro Nacional Ruso de Drama de Riga, 2011.
- Filumena Marturano de Eduardo De Filippo, 2013.

Francia
- La Cantatrice Chauve de Eugene Ionesco, Festival d'Avignon, 1995.

Alemania
- Tragedias en dos líneas, de Achille Campanile, 1992.

## Libros
- Giorgio Bouchard, Paolo Emilio Landi, Bibbia e libertà - Otto secoli di storia valdese, Claudiana, Torino, 2006
- Carlo Goldoni traducido y adaptado por Jeffrey Hatcher y Paolo Emilio Landi, Dramatist Play service INC, 2000
- Paolo Emilio Landi, In Nome di Dio - Guerra di religione nelle Isole Molucche, Sinnos, Roma, 2000